# エンドヌクレアーゼ阻害薬
エンドヌクレアーゼ阻害薬（エンドヌクレアーゼそがいやく、Endonuclease inhibitor）は、ウイルスの増殖に必要な酵素であるエンドヌクレアーゼを阻害する抗ウイルス薬の総称である。上市されているものとしてはA型インフルエンザとB型インフルエンザの双方に対して有効なバロキサビル マルボキシル（ゾフルーザ）がある。

## 作用機序
ウイルスの増殖に必要なエンドヌクレアーゼを特異的に阻害する。これにより増殖できなくなったウイルスはそのまま死滅する。あくまでウイルスの増殖を阻害するだけのため、症状が重篤になるほどウイルスが増殖する前に投与しなければ十分な効果は得られない（可能な限りの早期服用が必要とされるのはこのため）。

## インフルエンザ治療薬
エンドヌクレアーゼ阻害薬は、抗インフルエンザ薬としては全く新しい作用機序の治療薬である。従来の抗インフルエンザ薬であるオセルタミビル（タミフル）やザナミビル（リレンザ）などのノイラミニダーゼ阻害薬は、あくまで増殖したウイルスが感染細胞から出られなくするだけで、ウイルスの増殖を抑えることはできなかった。これに対し、エンドヌクレアーゼ阻害薬はウイルスの増殖そのものを抑えることができるため、従来のインフルエンザ治療薬と比較して抗ウイルス効果が高く、速やかに感染性を持つウイルスを減らすことかできる。